# Sjoestedtacris bilineata
Sjoestedtacris bilineata är en insektsart som beskrevs av Baehr 1992. Sjoestedtacris bilineata ingår i släktet Sjoestedtacris och familjen gräshoppor. Inga underarter finns listade i Catalogue of Life.